# ПДМ-1М
ПДМ-1М – радянська протидесантна міна, донного типу, призначена для виведення з ладу плавзасобів противника при подоланні ними водних перешкод. Застосовується в прибережній зоні річок, озер, морів, заток.

## Характеристики
Міна складається з корпусу, підривника із запобіжним пристроєм, штанги і баластної плити. Робота запобіжного пристрою, заснована на розчиненні у воді цукрової шашки, що забезпечує переведення підривника в бойове положення після установки міни протягом 8 хвилин при температурі +30° C і до 2,5 годин при температурі, близькій до 0° C.
Сама міна важить 21 кг, а разом чавунною баластною плитою – 55-60 кг. Маса вибухової речовини, якою є литий тротил, становить 10 кг.
Міну встановлюють під водою на глибині від 1,1 до 2 м. При встановленні її в річку швидкість течії не повинна перевищувати 1,5 м/с. Мінімальна відстань між мінами, що запобігає вибухостійкості від сусідньої міни – 6 м. Міна може спрацювати від впливу хвиль, якщо хвилювання води перевищує 5 балів.
Міну застосовують з механічним, контактним підривником ВПДМ-1М.
Спрацьовування детонатора відбувається, коли десантне судно або інша плавальна бойова машина наштовхується на штангу встановленої у воді міни і нахиляє її на кут 10-15 градусів.
Встановлення мін ПДМ-1М можливе з плавального засобу, вертольота або вручну.